# BBC Nyon
BBC Nyon (vollst.: Basketball Club de Nyon) ist ein Schweizer Basketballverein aus Nyon.

## Geschichte
Der heute existierende Verein wurde 1991 nach dem Konkurs des Vorgängervereins Nyon Basket, der allerdings lange Zeit ebenfalls BBC Nyon hiess, gegründet.

### Vorgängerverein Nyon Basket
Nyon Basket wurde 1937 gegründet und stellte seitdem eine Basketballmannschaft für Männer. 1950 wurde auch ein Team für Damen ins Leben gerufen, welches bis heute noch als Nyon Basket Feminin aktiv ist und dreimal Schweizer Meister wurde.
Die erfolgreichste Dekade der Männermannschaft war in den 80er Jahren, in denen der Klub schon unter dem Namen BBC Nyon firmierte. Bereits 1980 spielte man im Korać-Cup, dem damals drittwichtigsten Europapokal im Basketball, mit. Die Gruppenphase wurde allerdings verpasst. 1981 gewann das Team den Schweizer Cup. In einem engen Finale setzte man sich schliesslich mit 96:95 gegen Vevey Basket durch. Im Folgejahr war Nyon folglich für den Europapokal der Pokalsieger qualifiziert, scheiterte dort im Achtelfinale knapp an Sutton & Crystal Palace BC. 1983 gelang der Mannschaft der grösste Erfolg der Vereinsgeschichte, als sie die Schweizer Meisterschaft gewann. Durch den Titelgewinn qualifizierte man sich für den Europapokal der Landesmeister, wo das Team in der zweiten Runde am Vorjahressieger dieses Wettbewerbs Pallacanestro Cantù ausschied.
Nyon spielte danach zwar noch weiter in der höchsten Liga, konnte an die grossen Erfolge der Vergangenheit aber nicht mehr anknüpfen. Auf europäischer Ebene nahm der Klub noch dreimal am Korać-Cup teil, scheiterte aber immer in der Qualifikation zur Hauptrunde. Im Frühjahr 1991 musste der Verein schliesslich Konkurs anmelden, was zur Einstellung des Spielbetriebs und später auch zur Auflösung des Vereins führte.
Erfolge
- 1× Schweizer Meister (1983)
- 1× Schweizer Pokalsieger (1981)

### Neugründung des BBC Nyon
Am 29. April 1991, kurze Zeit nach der Auflösung, wurde der BBC Nyon neugegründet und nahm ab der Saison 1991/92 wieder am Spielbetrieb teil. Der Neustart wurde in der vierten Liga begonnen und führte in der Saison 1999/2000 nach knapp einem Jahrzehnt zur Rückkehr in die höchste Spielklasse, der Basketball-Nationalliga LNA.
Die Etablierung in der ersten Liga erfolgte schnell, die beste Platzierung wurde 2005 mit Rang 4 erreicht. Im selben Jahr erreichte Nyon das Endspiel um den Schweizer Basketballpokal, verlor aber gegen Basket-Club Boncourt deutlich mit 61:101. 2009 wurde das Finale des eher unbedeutenden Ligapokals erreicht, welches gegen Fribourg Olympic ebenfalls verloren wurde.
Erfolge
- 1× Schweizer Pokalfinalist (2005)
- 1× Schweizer Ligapokalfinalist (2009)

## Nyon Basket Féminin
Die Frauenmannschaft gründete sich 1950 und gewann in den Jahren 1973, 1979 und 1984 dreimal die Schweizer Basketballmeisterschaft für Damen, die Ligue Nationale Féminine. 1979 und 1984 wurde zudem der Schweizer Damenpokal gewonnen, wodurch das Team zweimal das Double feierte. Diese Erfolge konnten erst 2025 wiederholt werden, als Nyon erneut das Double gewann. 2025 gewann Nyon auch den Titel in der European Women's Basket League, der dritthöchsten europäischen Liga.

## Halle
Der Verein trägt seine Heimspiele im Salle Rocher aus.